# Пшонець
Пшонець — село в Україні, в Стрийському районі Львівської області. Населення становить 369 осіб. Орган місцевого самоврядування — Славська селищна рада.

## Географія
Селом тече струмок Пшанецький.

## Населення
За переписом населення України 2001 року в селі мешкало 367 осіб. 100 % населення вказало своєю рідною мовою українську.